# Кандиано, Пьетро I
Пьетро I Кандиано (842—18 сентября 887) — 16-й венецианский дож (887 год).
Пьетро I был избран на пост соправителя дожа Джованни II Партечипацио в апреле 887 года. Его недолгое правление завершилось смертью в морском сражении в Адриатике, в которой венецианские корабли сошлись с кораблями славянских пиратов, носивших название неретване.
Сын Пьетро I, Пьетро II Кандиано, стал дожем в 932 году.